# Catholic-Hierarchy.org
Catholic-Hierarchy.org  è un database online dei vescovi e delle diocesi della Chiesa cattolica e delle 23 Chiese cattoliche di rito orientale che sono in piena comunione con Roma, come la Chiesa maronita e la Chiesa cattolica siro-malabarese.
Esso è il più completo riguardante la gerarchia cattolica. È disponibile online e aggiornato in tempo reale. Nelle sue pagine sono catalogati tutti i vescovi nel mondo, che arrivano ad oltre 30.000 contando anche i vescovi defunti, ex vescovi diocesani e ausiliari, i membri del collegio cardinalizio e i papi.
Per ognuno sono indicati la data di nascita, di ordinazione sacerdotale ed episcopale, compresi i nomi dei vescovi che li hanno consacrati, le diocesi di riferimento, la durata in giorni del ministero sacerdotale ed episcopale.
Inoltre sono elencate tutte le diocesi e le prelature, con il relativo numero di cattolici, l’organigramma del corpo diplomatico della Santa Sede, la struttura della Curia romana e molto altro.

## Storia
Il database è nato negli anni '90 grazie alla passione di David M. Cheney, tecnico informatico statunitense della Internal Revenue Service. All'inizio riguardava i vescovi del Texas, dal 2002 il sito copre l’intero episcopato mondiale. È gestito come un progetto privato, non riconosciuto dal Vaticano. La sede è a Kansas City, nel Missouri.

## Accoglienza
L'Agenzia Zenit ha affermato che le pagine web del sito forniscono "un servizio silente, unico alla Chiesa".
La banca dati è utilizzata come riferimento dalla Radio Vaticana, oltreché da numerose diocesi nel mondo, istituzioni accademiche, biblioteche
, giornali (sia laici che cattolici) e pubblicazioni. Il vaticanista Sandro Magister raccomanda il sito. Esso è adottato come riferimento da pubblicisti ecclesiastici come John L. Allen, Jr. e da avvocati di diritto canonico come Edward N. Peters  e Rocco Palmo.
Nell'estate del 2008 il sito ha superato la soglia dei dieci milioni di visite dal lancio. Secondo quanto dichiarato dal quotidiano La Croix già nel 2008, il sito era diventato un “riferimento mondiale” nel suo settore (intendendosi che il sito è ampiamente consultato).
Nel 2011 il sito ha ricevuto circa 6.500 visitatori giornalieri da 204 paesi del mondo.

## Fonti
Il sito utilizza varie fonti pubblicate a stampa dalla Santa Sede, tra cui: l'Annuario pontificio, gli Acta Sanctae Sedis e gli Acta Apostolicae Sedis, oltre a studi di storici i cui cognomi vanno da Andrade a Zúñíga. Nomine, rinunce e variazioni delle diocesi di assegnazione dei vescovi sono tratte dal Servizio di Informazione Vaticano.